# Eugenia de Montijo (película)
Eugenia de Montijo es una película española histórica y biográfica del personaje homónimo. Fue estrenada en 1944, escrita y dirigida por José López Rubio y protagonizada por Amparo Rivelles, Fernando Rey y Mariano Asquerino.
El 4 de octubre de 1945 la película obtuvo un premio económico de 250 000 ptas., en los galardones del Sindicato Nacional del Espectáculo de 1945.

## Sinopsis
La hija de los Condes de Montijo, Eugenia, es una joven malagueña muy educada y con gran belleza e inteligencia. Ella cree estar comprometida con el Duque de Alba pero descubre que, realmente, es su hermana Paca quien se va a casar con él. Tras este desengaño amoroso, decide iniciar un viaje por Europa, junto a su madre Doña Manuela, que le lleva hasta París. Allí visita el palacio de la Princesa Matilde y en su estancia en tierras galas es cortejada por Jerónimo Bonaparte, pero ella prefiere a su primo, Luis Napoleón, el futuro emperador Napoleón III.

## Reparto
- Amparo Rivelles como Eugenia de Montijo
- Mariano Asquerino como	Luis Napoleón
- Fernando Rey como Duque de Alba
- Jesús Tordesillas como	Próspero Mérimée
- María Roy como	Doña María Manuela
- Guillermo Marín como Jerónimo Bonaparte
- Carmen Oliver Cobeña como Princesa Matilde
- Nicolás Navarro como Conde de Morney
- Mercedes L. Collado como Paquita de Guzmán
- María Victorero como Pepa
- Luis Peña como	Maupas
- José Prada como Persigny
- María Cañete
- Aníbal Vela como General Saint-Arnaud
- Manuel Soto como Fernando de Lesseps
- Francisco Rodrigo como	Mocquard
- Dionisia Lahera como Lady Hamilton
- Francisco Delgado Tena como Bacciocchi
- Joaquín Burgos
- Ricardo Calvo como Rey Jerónimo